# Creu de terme de Centelles
La Creu de terme de Centelles és una creu de terme del municipi de Centelles (Osona), que estava situada fins al 1936 al passeig del carrer Jesús de Centelles (Osona).
Es tracta d'una creu de pedra del segle XVI. Durant la Guerra Civil espanyola, la creu amb el capitell, fou confiscada o requisada i actualment es troba dipositada a la Col·lecció Art Renaixement i Barroc del Museu Nacional d'Art de Catalunya. La base i la columna, de 2 metres d'alçada, amb una nova creu a sobre, van ser traslladades al cementiri municipal.
El 2017 l'Ajuntament de Centelles va rebre l'avís que la creu podia estar al dipòsit d'escultures del MNAC, cosa que es va confirmar. El 2021 la creu va ser restaurada, per a un possible retorn a Centelles.